# Konstanze Wegner
Konstanze Wegner (geborene Overhoff; * 27. Februar 1938 in Frankfurt am Main) ist eine deutsche Historikerin und Politikerin (SPD). Von 1988 bis 2002 war sie Mitglied des Deutschen Bundestages.

## Leben
Als Tochter des Industriekaufmanns und Schriftstellers Julius Overhoff (1898–1977) und seiner Frau Edith (geborene Kloeppel; 1904–1986) verbrachte Wegner ihre Kindheit in Frankfurt am Main, wo sie zwischen dem 6. und 11. Lebensjahr Privatunterricht erhielt, ehe sie von 1948 bis 1954 das Anna-Schmidt-Realgymnasium für Mädchen besuchte. Nach der Übersiedlung ihrer Familie nach Ludwigshafen am Rhein wurde Wegner seit Mai 1954 am humanistischen Karl-Friedrich-Gymnasium unterrichtet und legte dort im Frühjahr 1957 das Abitur ab.
Anschließend studierte sie zunächst drei Semester Klassische Philologie, Alte Geschichte und Klassische Archäologie an der Universität Heidelberg, dann zwei Semester Alte und Neuere Geschichte sowie Englische Philologie an der Freien Universität Berlin. Zum Wintersemester 1959 wechselte Wegner an die Universität Tübingen, wo sie im Juli 1964 mit einer von Hans Rothfels betreuten Arbeit über Theodor Barth und die Freisinnige Vereinigung an der Philosophischen Fakultät promoviert wurde.
Zwischen 1965 und 1970 war Wegner Hausfrau und freie Mitarbeiterin beim Bayerischen, Süddeutschen und Hessischen Rundfunk. Von 1970 bis 1977 arbeitete sie als wissenschaftliche Mitarbeiterin an der Universität Mannheim und bearbeitete währenddessen eine Quellenedition zum Linksliberalismus in der Weimarer Republik.
Seit 1961 ist sie mit dem Verleger Michael Wegner (* 1935 Hamburg; Vorstandsmitglied im Verlag Bibliographisches Institut) verheiratet und hat Tochter und Sohn mit ihm.

## Politische Tätigkeit
Wegner trat 1970 der SPD bei und wurde 1978 in den Kreisvorstand der SPD Mannheim gewählt. Von 1979 bis 1983 und von 1987 bis 1999 gehörte sie dem Landesvorstand der baden-württembergischen SPD an. Außerdem war sie zwischen 1981 und 1984 Mitglied des Landesvorstandes der Arbeitsgemeinschaft sozialdemokratischer Frauen in Baden-Württemberg und von 2003 bis 2009 baden-württembergische Landesvorsitzende der Arbeitsgemeinschaft SPD 60 plus. Als Abgeordnete gehörte Wegner zunächst zwischen 1980 und 1988 dem Mannheimer Gemeinderat und anschließend von 1988 bis 2002 dem Deutschen Bundestag an.
Wegner ist Mitglied in der Gewerkschaft Erziehung und Wissenschaft, der Arbeiterwohlfahrt, der Naturfreunde, bei Pro Familia, im Deutschen Kinderschutzbund, im Deutschen Frauenring, bei Amnesty International sowie in zahlreichen lokalen, sozialen und kulturellen Vereinen.

## Veröffentlichungen
- Theodor Barth und die Freisinnige Vereinigung. Studien zur Geschichte des Linksliberalismus im wilhelminischen Deutschland (= Tübinger Studien zur Geschichte und Politik. Bd. 24, ISSN 0564-4267). Mohr Siebeck, Tübingen 1968 (Zugleich: Tübingen, Universität, Dissertation, 1967).
- Linksliberalismus in der Weimarer Republik. Die Führungsgremien der Deutschen Demokratischen Partei und der Deutschen Staatspartei. 1918–1933 (= Quellen zur Geschichte des Parlamentarismus und der politischen Parteien. Reihe 3: Die Weimarer Republik. Bd. 5). Droste, Düsseldorf 1980, ISBN 3-7700-5104-1.